# Hjermind Kirke
Hjermind Kirke er en kirke i Viborg Stift. 
Den hvidkalkede kirke er en romansk kirke bestående af skib og smallere kor fra 1100- eller måske første halvdel af 1200-tallet samt et senere tilbygget vesttårn. De oprindelige mure er over en skråkantsokkel i hovedsagen opført af kvadre af al, men i nyere tid for en stor del skalmuret med mursten. Kvadermuren er bedst bevaret på nordsiden, hvor der tillige findes tre romanske vinduer, et i koret og to i skibet. De oprindelige døre ses endnu, men begge er blevet tilbudets. Det senmiddelalderlige tårn af mursten har vistnok tidligere være højere.
På skibets søndre murværk læses i smedede murankre under tagskægget initialerne M C F H samt hvad der umiddelbart kan læses som årstallet 1245; dog er det andet ciffer et omvendt syvtal, hvor med årstallet skal læses som 1745. 